# Xi1 Ceti
Xi1 Ceti (65 Ceti) é uma estrela na direção da constelação de Cetus. Possui uma ascensão reta de 02h 13m 00.01s e uma declinação de +08° 50′ 48.3″. Sua magnitude aparente é igual a 4.36. Considerando sua distância de 362 anos-luz em relação à Terra, sua magnitude absoluta é igual a −0.87. Pertence à classe espectral G8II:. É uma estrela variável suspeita.